# Yakisoba
Sōsu yakissoba (ソース焼きそば), também conhecido por yakisoba (焼きそば), é um prato de origem japonesa, cujo nome significa, literalmente, "macarrão de sobá frito". Apesar de muitos acreditarem que sua origem seja na China, a receita foi criada no Japão, o que geralmente confunde as pessoas é o fato do macarrão ter sido inventado na China, entretanto isso não faz com que todos os pratos da Ásia, que tenham o macarrão como base, sejam chineses.[carece de fontes?]

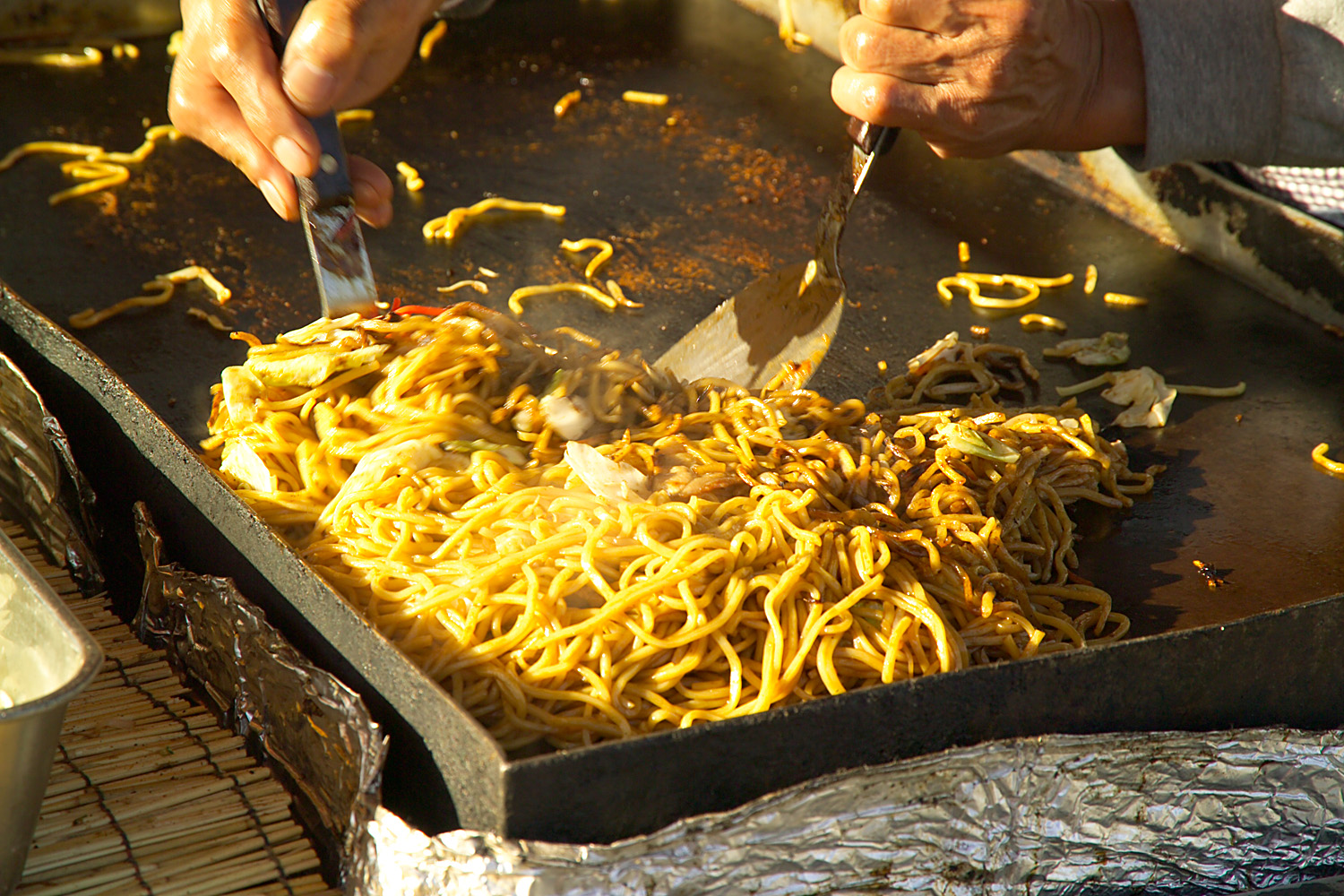
Porção de yakisoba sendo preparada por um vendedor ambulante em Osaka

O prato, conhecido internacionalmente, é composto por verduras que podem ou não ser fritas juntamente com o  macarrão e aos quais se agrega algum tipo de carne.

## Preparo

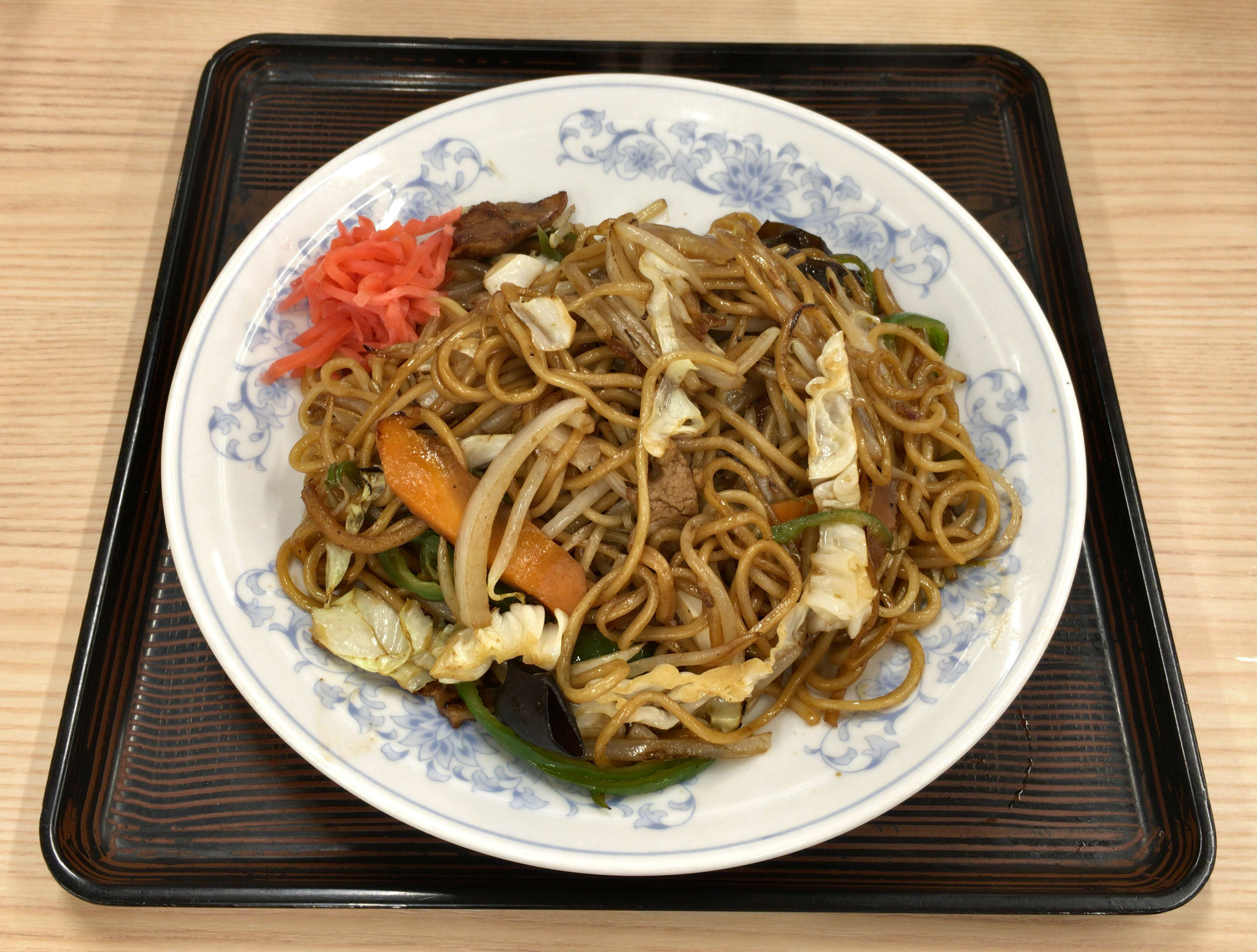
Uma porção de yakisoba

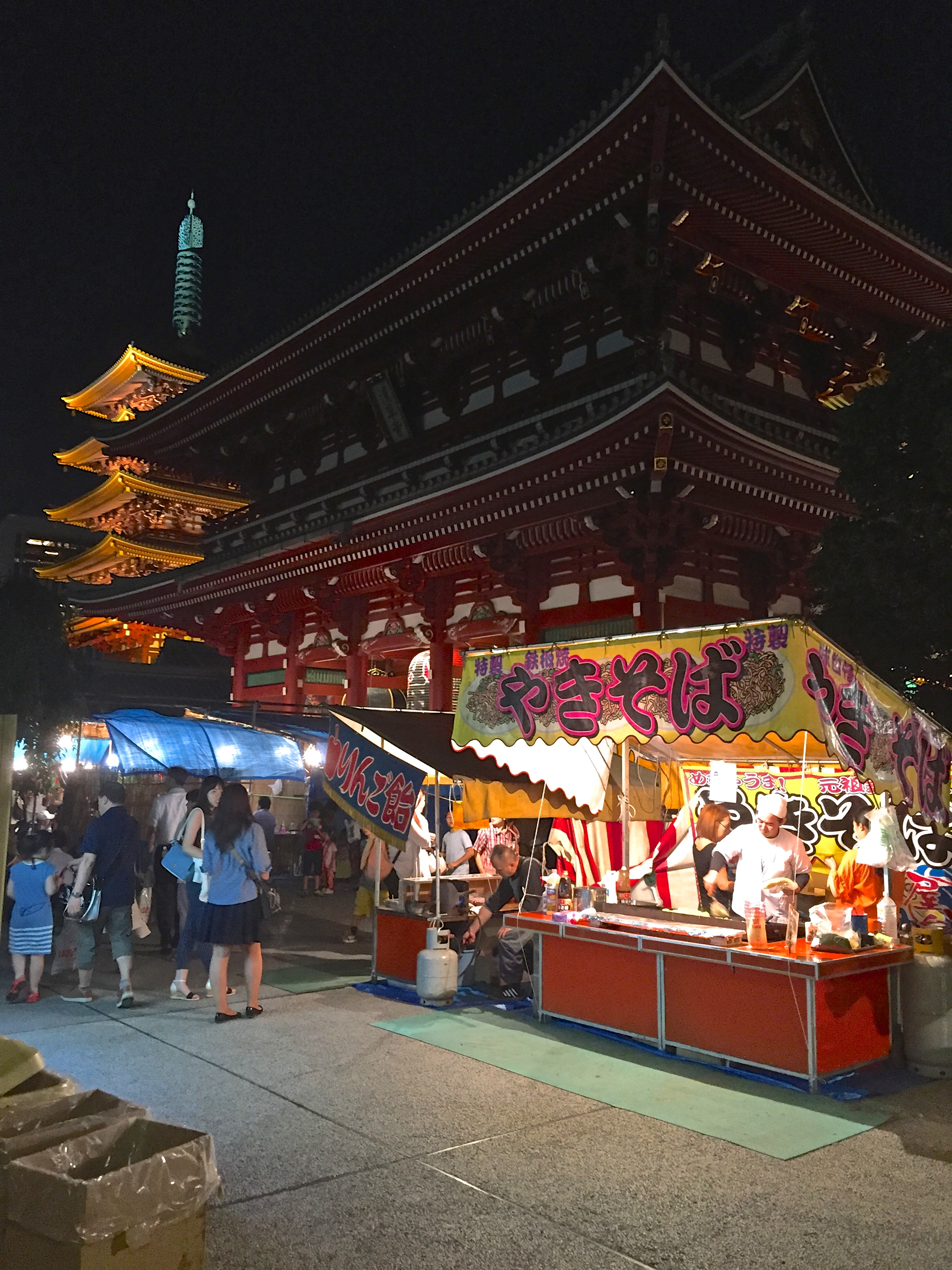

O macarrão do yakisoba tem que ser do tipo sobá ou sobá de Okinawa, sendo comum o uso de macarrão do tipo talharim e o do tipo lámen (conhecido popularmente como "miojo"), podendo ainda ser frito ou não.
O chow mein se mostra menos leve e mais gorduroso que o yakisoba, mas o conceito técnico do preparo nada difere com relação ao prato chinês. O que difere são alguns ingredientes mais pesados ou mais leves.
O yakisoba tradicional é, geralmente, preparado grelhando numa chapa com repolho, cenoura, cebola e outras verduras e adicionando carne bovina em tiras e peito de frango em cubos, com óleo de gergelim e regado a molho de soja (shoyu). Depois de acrescentar o macarrão, tudo é bem misturado até que o macarrão frite um pouco.
Finalmente, o yakisoba é posto em pratos individuais, numa porção que costuma ser suficiente para uma refeição completa.
Uma alternativa vegetariana é o yakisoba de legumes, que é preparado sem adição de carnes.

## No Brasil
É um dos pratos mais tradicionais do Mato Grosso do Sul, notadamente na capital, Campo Grande, para onde foi levado por imigrantes japoneses originários da ilha de Okinawa, que chegaram à cidade em 1908, já no primeiro ano da imigração japonesa no Brasil. 
Em São Paulo, também é muito popular, sendo que o macarrão sobá (de trigo sarraceno) pode ser encontrado facilmente no bairro da Liberdade. Fora do bairro da Liberdade, o yakisoba é vendido em locais públicos, em barraquinhas rodantes e em lojas especificas de comida chinesa.
Em São Paulo, bem como em algumas partes do Brasil, é servido também em lojas de fast-food e casas de comida oriental delivery
Em Belém, o prato se tornou tão popular que virou opção de comida rápida sendo vendido por várias barracas espalhadas pela cidade.

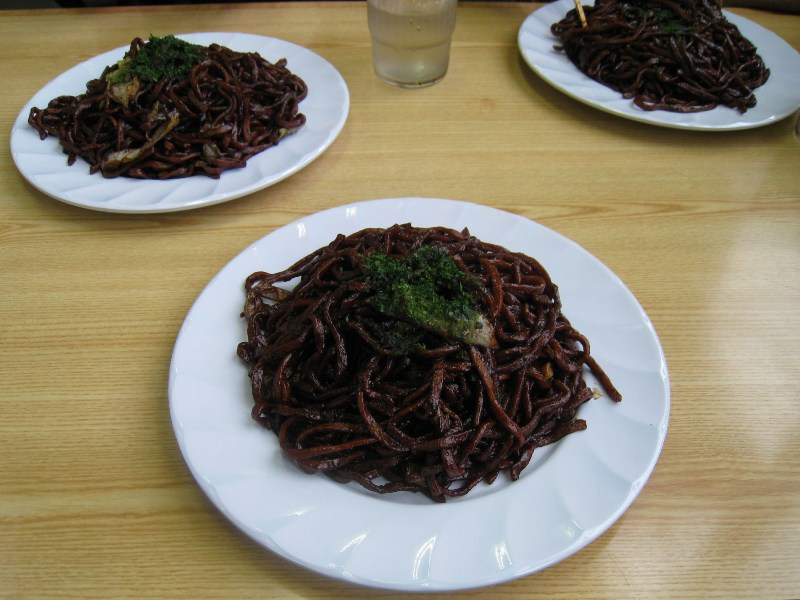
Ōta-yakisoba
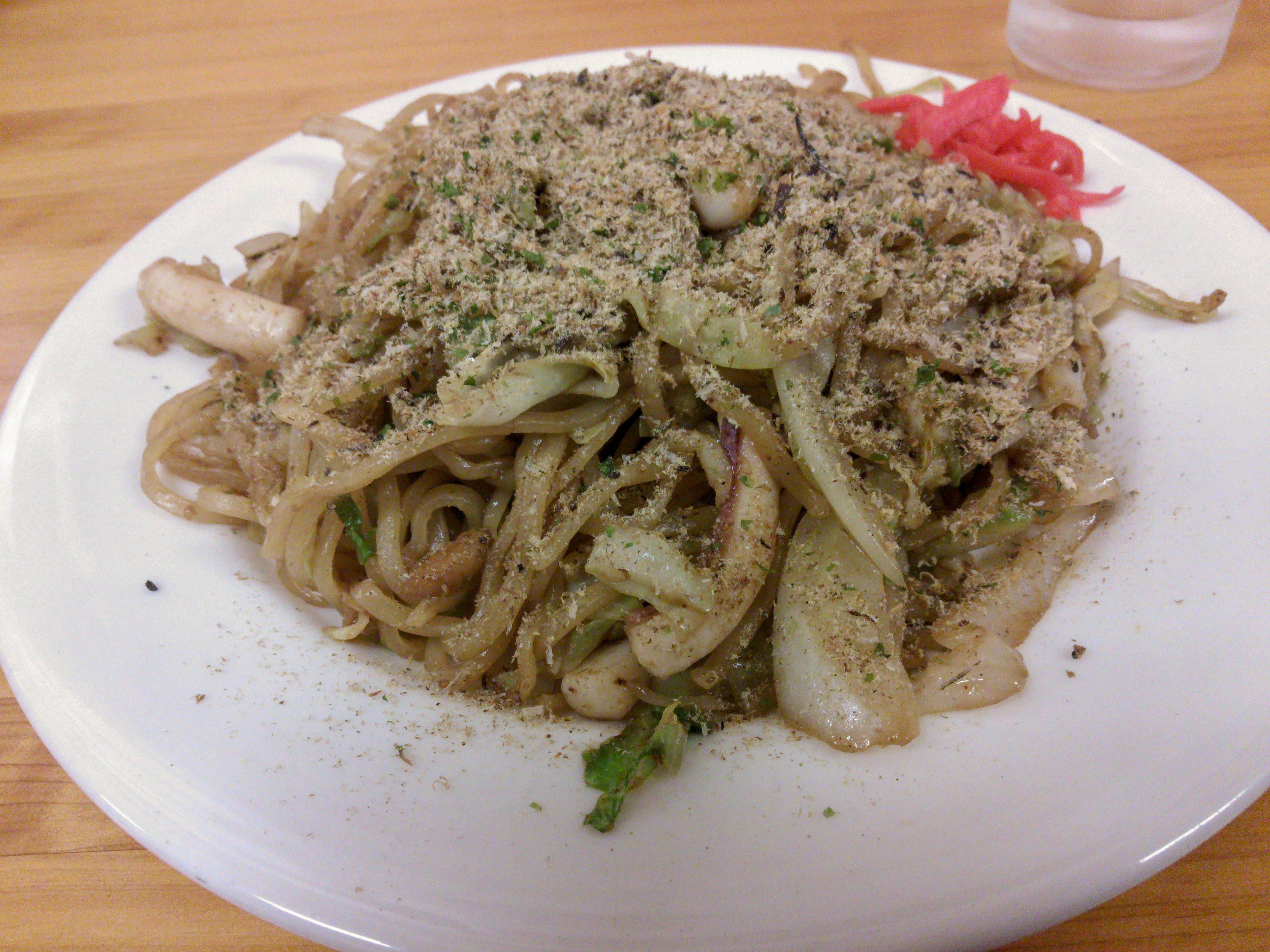
Fujinomiya-Yakisoba
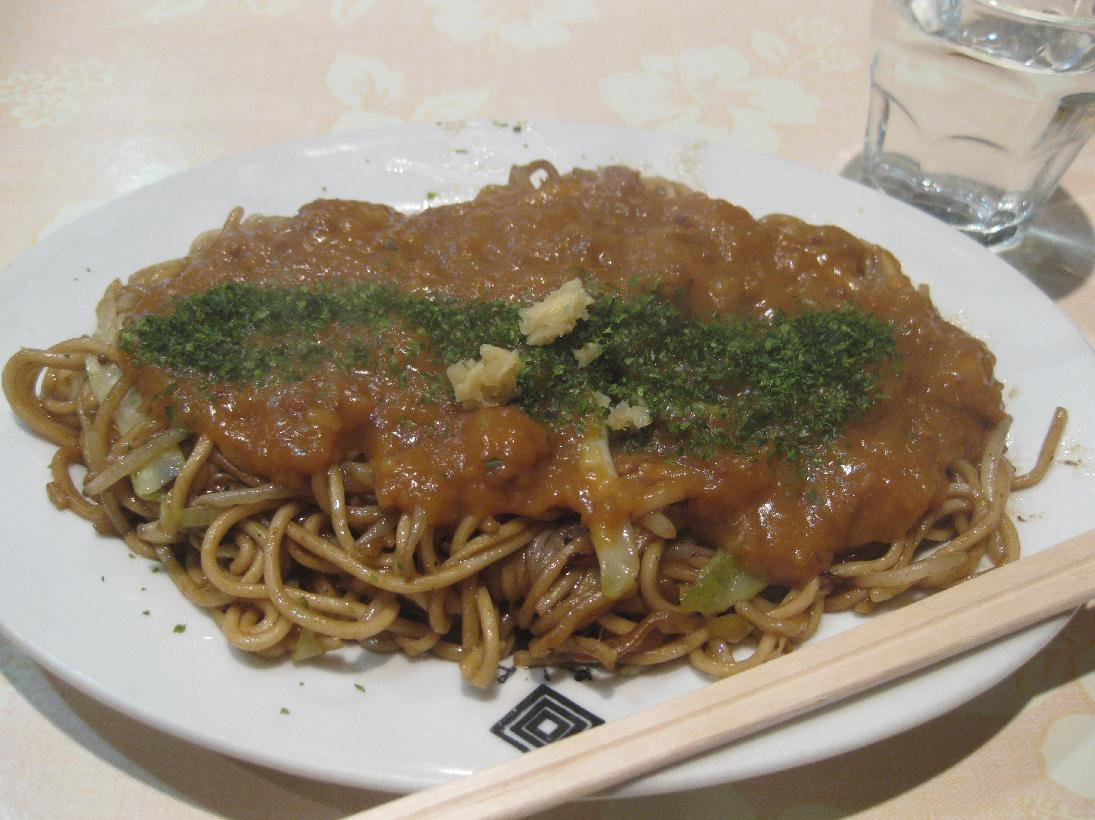
Italian-yakisoba (Shiga)
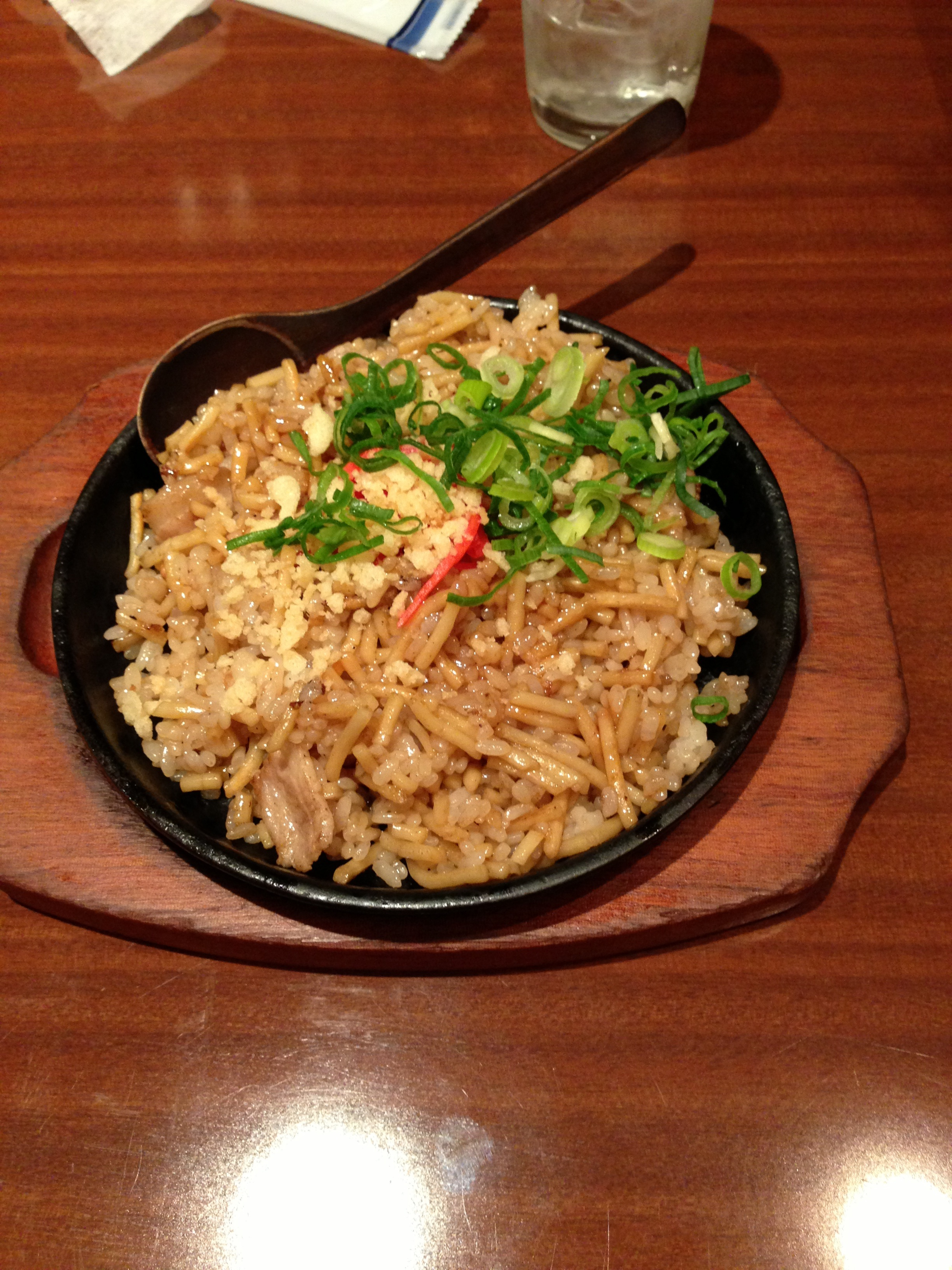
Sobameshi
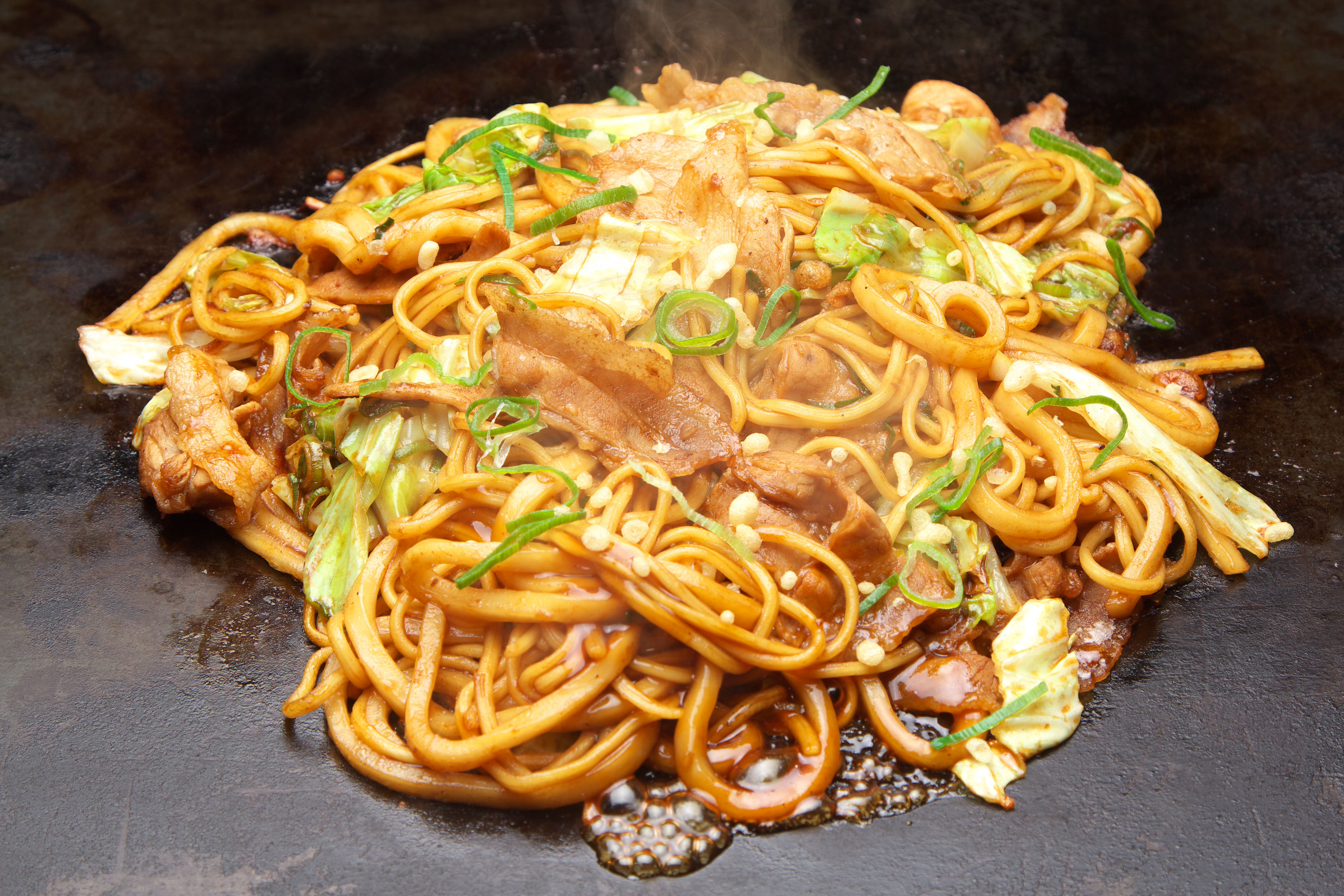
Himeji-chanpon yaki
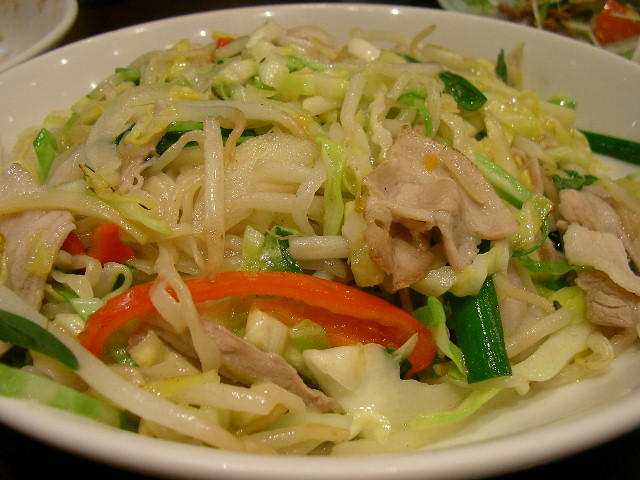
Shio yakisoba
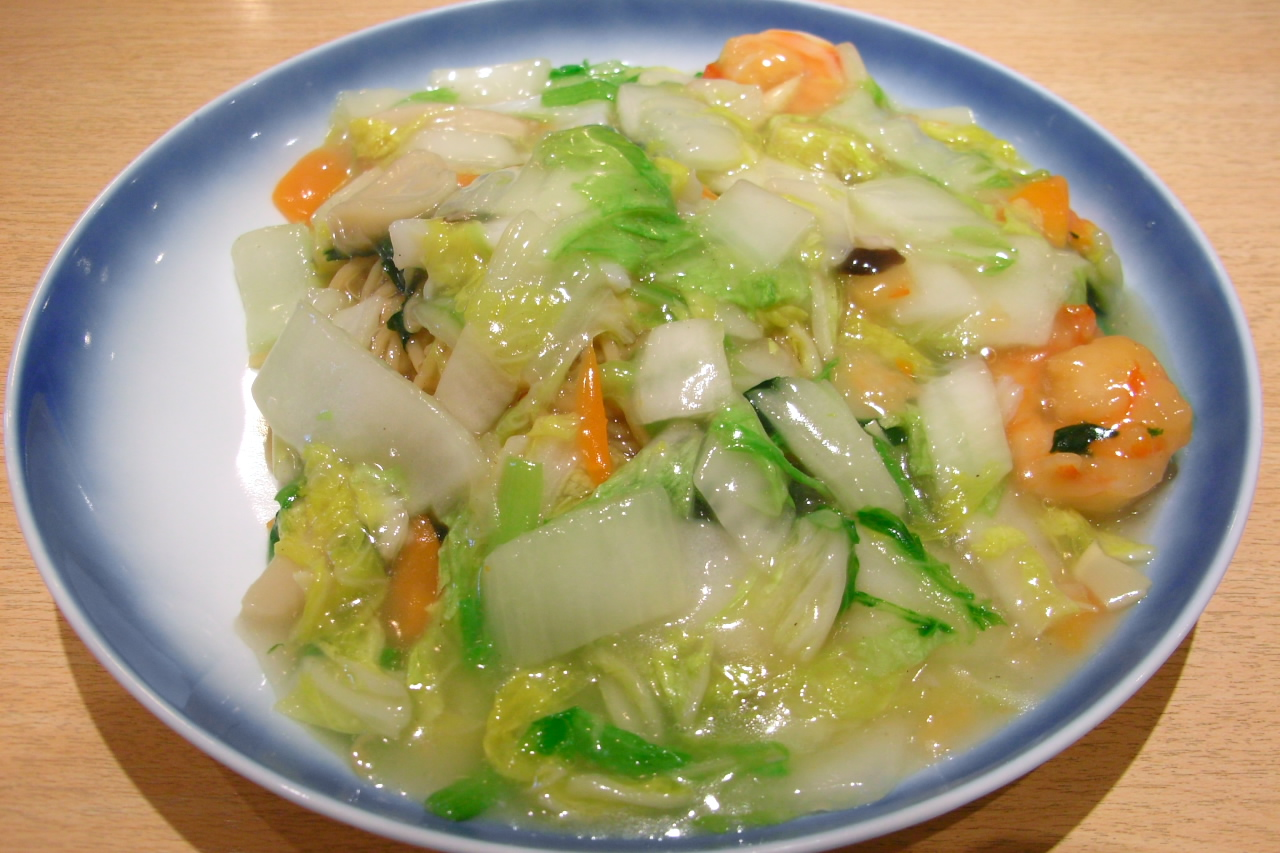
Ankake yakisoba